# Rhein-Haardtbahn GmbH

Historisches Logo der Rhein-Haardt-Bahn GmbH, eine stilisierte Weintraube

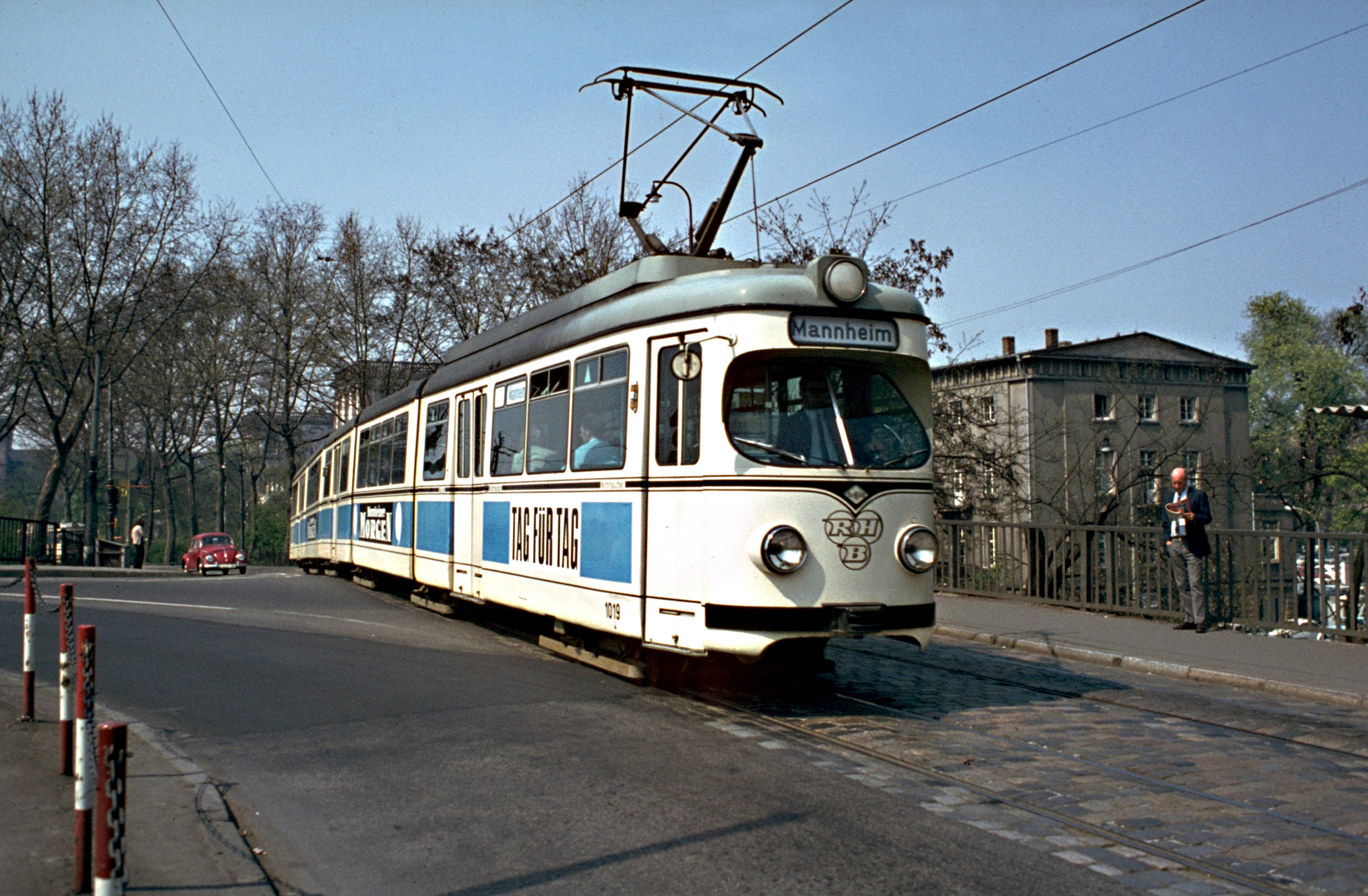
Duewag-Zwölfachser mit RHB-Logo, 1971

Die Rhein-Haardtbahn GmbH, abgekürzt RHB, ist ein deutsches Eisenbahnunternehmen mit Sitz im rheinland-pfälzischen Bad Dürkheim. Die 1911 gegründete Gesellschaft ist von Beginn an Eisenbahninfrastrukturunternehmen auf der Bahnstrecke Bad Dürkheim–Ludwigshafen-Oggersheim. Ursprünglich war sie auch alleiniges Eisenbahnverkehrsunternehmen auf dieser elektrisch betriebenen Schmalspurbahn, auf der bis zum 31. Oktober 1959 auch Güterverkehr betrieben wurde. Die RHB-Züge fuhren dabei über ihre Stammstrecke hinaus auch auf das Netz der Straßenbahn Mannheim/Ludwigshafen, wo sie – anders als auf ihrer Stammstrecke, auf der bis heute die Eisenbahn-Bau- und Betriebsordnung für Schmalspurbahnen gilt – als Straßenbahn nach der Straßenbahn-Bau- und Betriebsordnung unterwegs waren. Das Kürzel RHB fungierte dabei auch als Linien-Bezeichnung. Als Privatbahn ist die RHB auch in den Tarifverband der Bundeseigenen und Nichtbundeseigenen Eisenbahnen in Deutschland (TBNE) integriert.
Am 1. März 2005 übernahm schließlich die 2004 gegründete Rhein-Neckar-Verkehr GmbH (RNV) den operativen Betrieb der RHB. Die RNV ist eine gemeinsame Tochtergesellschaft der RHB und weiterer Verkehrsunternehmen im Rhein-Neckar-Raum. Die RHB-Fahrzeuge gingen im Zuge der Kapitaleinbringung ebenfalls an die RNV, seit dem 1. Oktober 2009 wird auch die Unterhaltung der Infrastruktur auf der RHB-Strecke durch die RNV durchgeführt.

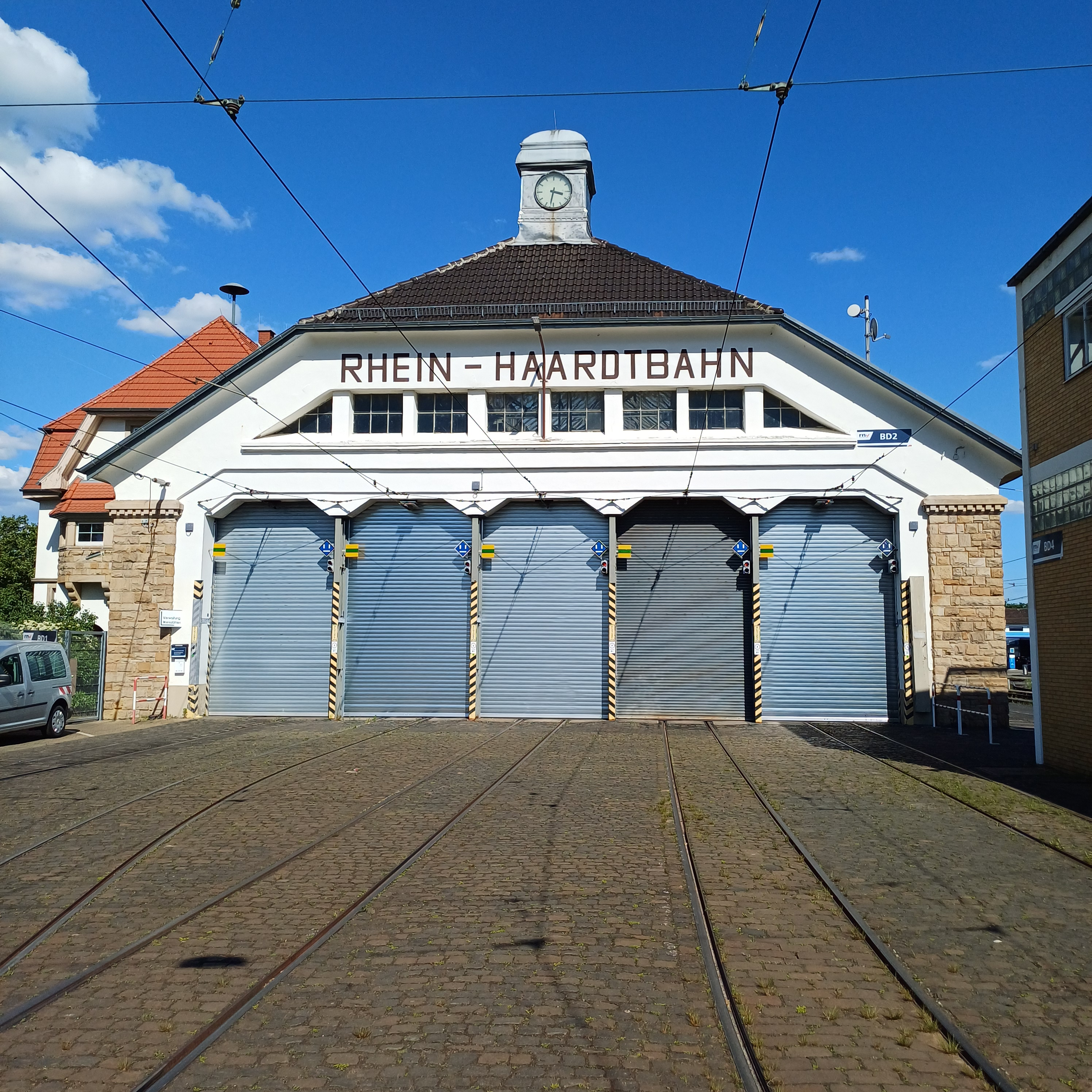
Das Depot der Rhein-Haardtbahn in Bad Dürkheim (Ost)

## Gesellschaftsanteile
Seit die Stadt Mannheim 1977 ihre RHB-Gesellschafteranteile an die Stadt Ludwigshafen übertrug, die sie ihrerseits an die Technischen Werke Ludwigshafen (TWL) abgaben, besteht folgende Eigentümerstruktur:
- 54,00 % Technische Werke Ludwigshafen AG
- 19,00 % Rhein-Pfalz-Kreis
- 12,50 % Landkreis Bad Dürkheim
- 10,00 % Bad Dürkheim
- 02,00 % Verbandsgemeinde Maxdorf
- 01,07 % Verbandsgemeinde Wachenheim
- 01,07 % Ellerstadt
- 00,36 % Gönnheim